# Dlesk
Dlesk (znanstveno ime Coccothraustes coccothraustes) je  srednje velika klateška ptica, ki je razširjena po Evropi in predelih Azije z zmernim podnebjem.

## Opis
Dlesk zraste v dolžino do 18 cm, odrasle ptice pa tehtajo med 50 in 60 g in imajo razpon kril do 32 cm. Samci in samice se dobro ločijo že na prvi pogled. Samec ima rdečkasto rjavo glavo s sivim tilnikom. Hrbet in rep sta rjave barve, konica repa je bela. Krila so modro črne barve z belimi rameni. Trebuh je rdečkasto rjave barve. Kljun je širok in močan, po čemer se dleska hitro prepozna. Samice so od samcev nekoliko manjše, bolj bledih barv in nekoliko svetlejših odtenkov. Oči teh ptic so rjave.
Osnovna prehrana dleska so žuželke, semena listnega gozdnega drevja, koščice češenj in brsti, pozimi pa je pogost obiskovalec ptičjih krmilnic, kjer z močnim kljunom tre semena sončnic.

## Razširjenost
Dlesk je dokaj pogosta ptica listnatih in mešanih gozdov ter parkov. V Sloveniji gnezdi od aprila do julija. Samica splete v krošnjah dreves plitvo gnezdo, v katerega v dveh leglih znese od 4 do 6 zeleno-modrih jajc s sivimi lisami. Jajca so ovalna in v dolžino merijo 24, v širino pa 18 mm. 
Dlesk sicer poseljuje gozdove osrednje in južne Evrope, osrednje pa vse do Vzhodne Azije, Severne Afrike, občasno pa ga opazijo tudi na Aljaski. 